# Ian Jack
Pour les articles homonymes, voir Jack.
Ian Jack, né le 7 février 1945 à Farnworth et mort le 28 octobre 2022 à Paisley, est un journaliste et écrivain britannique qui a été rédacteur en chef de l'édition dominicale de The Independent et du magazine littéraire Granta, et qui écrit ensuite régulièrement pour The Guardian.

## Biographie
Ian Jack naît à Farnworth dans le Lancashire, de parents qui ont émigré en 1930 de la région de Fife en Écosse. En 1952 à l'âge de sept ans, il retourne en Écosse avec sa famille. Il grandit à North Queensferry, où il poursuit ses études secondaires avant d'entrer à la Dunfermline High School.

### Carrière
Après un faux départ en tant qu'apprenti bibliothécaire, Ian Jack rejoint le Glasgow Herald comme journaliste stagiaire en 1965. Après un bref passage par la direction, on l'envoie travailler pour deux hebdomadaires de Lanarkshire, le Cambuslang Advertiser (aujourd'hui disparu) et le East Kilbride News. Plus tard, il travaille pour le Scottish Daily Express dans leurs bureaux de Glasgow. En 1970, il rejoint le Sunday Times à Londres, où il devient chef de rubrique puis correspondant étranger pour l'Asie du sud, en particulier l'Inde, qu'il connaît depuis le milieu des années 1970. De 1986 à 1989, il écrit pour The Observer et Vanity Fair, puis rejoint l'équipe à l'origine de l'édition du dimanche de The Independent (The Independent on Sunday), au sein de laquelle il occupe le poste de rédacteur en chef de 1991 à 1995. Il dirige le magazine trimestriel Granta jusqu'en 2007, après y avoir d'abord collaboré en tant que rédacteur, sur une période qui couvre plus de 12 ans et 47 numéros. Durant cette période, Jack passe commande et édite des livres de Diana Athill, Simon Gray, Janet Malcolm et Travis Elborough, entre autres. Depuis 2001, il publie fréquemment dans The Guardian, et y rédige une chronique hebdomadaire depuis 2007. Il dispense parfois des cours à l'India Institute, au King's College de Londres.
En 2009, Ian Jack publie un recueil d'essais et de textes jusque-là inédits sous le titre The Country Formerly Known as Great Britain. Un critique relève la manière dont Jack gère le temps dans son ouvrage : « Il est à ranger aux côtés de l'écrivaine Alice Munro pour son appréhension du flux et reflux du temps, sa prise en compte de ses courants puissants mais vite fluctuants qui nous amènent souvent à nous interroger non seulement sur ce dont nous pouvons nous souvenir, mais sur ce dont « nous devrions nous souvenir ». L'ancien rédacteur en chef du Spectator Alexander Chancellor qualifie le livre de « magnifique », ajoutant : « Faire un recueil de chroniques et d'articles de journaux est rarement une très bonne idée. Ces textes deviennent vite éculés et dépassés, et l'on peut parfois s'interroger quant à leur intérêt, outre celui de tromper les journalistes en leur laissant penser que leurs éphémères gribouillis méritent de perdurer dans le temps. Jack fait exception à cette règle ». The Economist écrit pour sa part : « Trois essais sublimes forment le cœur de l'ouvrage : l'accident ferroviaire de Hatfield en 2000, le naufrage du Titanic et le film Titanic (1997), et les cinémas disparus de Farnworth, la ville natale de monsieur Jack, ce qui est aussi indirectement un hommage à un frère qu'il a perdu. Ses contributions à 'cette lutte inégale pour entretenir et rappeler' forment un ensemble qui transcende le journalisme pour atteindre le statut d’œuvre littéraire ».
Ian Jack s'est vu notamment attribué le prix du journaliste de l'année par l'émission de Granada TV What the Papers Say en 1985, du reporter de l'année par les British Press Awards en 1988 et du rédacteur en chef de l'année par les Newspaper Industry Awards en  1993. Il est membre de la Royal Society of Literature.
Bien que son œuvre soit largement méconnue en France, les Éditions Allia ont publié en 2006 Klever Kaff, paru à l'origine dans le numéro 76 de Granta, sur la contralto britannique Kathleen Ferrier.

### Famille
Ian Jack épouse Aparna Bagchi en 1979 ; le couple divorce en 1992. Il vit à Highbury dans le nord de Londres avec sa deuxième femme, Lindy Sharpe. Ils ont deux enfants adultes et vivent une partie de l'année sur l'île de Bute.
La mère de Jack est née à Kirkcaldy et a grandi à Hill of Beath. Son père est né à Dunfermline. Son grand-père paternel était originaire de Glasgow et sa grand-mère paternel d'Inde ; ils vécurent dans le village minier de Lassodie, à présent démoli, entre Dunfermline et Kelty,.

## Publications

### En tant qu'auteur
- Ian Jack, Before the Oil Ran Out : Britain 1977–86, Londres, Secker & Warburg, 1987, 270 p. (ISBN 0-436-22020-2)
- Ian Jack, The Crash that Stopped Britain, Londres, Granta, 2001 (ISBN 1-86207-468-2)
- Klever Kaff, Éditions Allia, traduction de Boris Terk, 2006 (publié à l'origine dans le numéro 76 de Granta, hiver 2001)
- Ian Jack, The Country Formerly Known as Great Britain : Writings 1989-2009, Londres, Jonathan Cape, 2009, 358 p. (ISBN 978-0-224-08735-3)
- Ian Jack, Mofussil Junction : Indian Encounters 1977-2012, New Delhi, Penguin, 2013, 323 p. (ISBN 978-0-670-08644-3)

### En tant que rédacteur ou collaborateur
- Diana Athill, Life Class : The Selected Memoirs of Diana Athill, Londres, Granta, 2009, 721 p. (ISBN 9781847081469) Introduction de Ian Jack[17].
- Nirad Chaudhuri, The Autobiography of An Unknown Indian, New York, New York Review of Books Classics, 2001, 564 p. (ISBN 9780940322820, lire en ligne) Introduction de Ian Jack[18].
- Ian Jack, Granta 130 India : Another Way of Seeing, Londres, Granta, 2015 (ISBN 9781905881857)[19] (en tant que rédacteur)
- Ian Jack, The Granta Book of India, Londres, Granta/Grove Press, 2005, 296 p. (ISBN 9781862077843, lire en ligne)[20] (en tant que rédacteur)
- Ian Jack, The Granta Book of Reportage, Londres, Granta, 1998, 452 p. (ISBN 9781862071933, lire en ligne)[21] (en tant que rédacteur)
- Ian Jack, The Granta Book of Travel, Londres, Granta, 1998, 434 p. (ISBN 978-1862071100)[22] (en tant que rédacteur)
- Janet Malcolm, The Journalist and the Murderer, Londres, Granta, 2004, 163 p. (ISBN 9781862076372) Introduction de Ian Jack[23].
- (en) Before The Oil Ran Out. Britain 1977–1987, Flamingo-Fontana Books, 1988.